# Daniel Thomas
Pour les articles homonymes, voir Thomas.
Daniel Thomas (né le 22 juin 1973 à Montréal dans le secteur Saint-Michel de l'arrondissement Villeray-Saint-Michel-Parc-Extension au Québec) est un acteur québécois. Il a été en couple avec la comédienne Élise Guilbault pendant 12 ans.

## Carrière

### Filmographie
- 1999 : Titanica : Black Jack
- 2002 : Game Show : Joël Thériault
- 2008 : Opium 37
- 2012 : Les Pee-Wee 3D : L'hiver qui a changé ma vie d'Éric Tessier : Stéphane Côté
- 2017 : Junior majeur d'Éric Tessier : Stéphane Côté

### Télévision
- 1991 : Watatatow : Thibault
- 1999-2001 : Deux frères : Gabriel Hébert
- 2000 : Un gars, une fille : Daniel Thomas
- 2002 : Caméra Café : invité
- 2002-2008 : Rumeurs : Étienne
- 2002-2009 : Annie et ses hommes : Denis Séguin
- 2003-2004 : Virginie : Philippe Gagné
- 2008-2011 : 3600 secondes d'extase : plusieurs personnages
- 2009-2012 : Sam Chicotte : François Chicotte
- 2010-2012 : Les Rescapés : Frère Laviolette
- 2011 : Le Gentleman : Phil Coulombe
- 2012 : 30 vies : Un amant d'Angie Caron
- 2012 : Les Bobos : Jonathan Michaud
- 2012 : Un sur 2 : Louis Alexandre Dubuc
- 2015-2016 : Madame Lebrun : François Lebrun
- 2016 : Ruptures : Patrice Juval
- 2017- : L'Heure bleue : Patrice Juval
- 2018 : District 31 : Jean Lemelin
- 2019- : Madame Lebrun : François Lebrun